# Liste der Naturdenkmale in Grenzach-Wyhlen
| Naturdenkmale | Anzahl |
| ------------- | ------ |
| FND           | 0      |
| END           | 7      |
| Gesamt        | 7      |

Die Liste der Naturdenkmale in Grenzach-Wyhlen nennt die verordneten Naturdenkmale (ND) der im baden-württembergischen Landkreis Lörrach liegenden Gemeinde Grenzach-Wyhlen. In Grenzach-Wyhlen gibt es insgesamt sieben als Naturdenkmal geschützte Objekte, keines ist ein flächenhaftes Naturdenkmal (FND), alle sind Einzelgebilde-Naturdenkmale (END).
Stand: 31. Oktober 2016.

## Einzelgebilde (END)
| Name                                                           | Bild | Kennung     | Einzelheiten    | Position | Fläche Hektar | Datum         |
| -------------------------------------------------------------- | ---- | ----------- | --------------- | -------- | ------------- | ------------- |
| 1 Breitblättriger Mehlbeerbaum Unterberg Grenzach              |      | 83361050005 | Grenzach-Wyhlen | ???      | 0,0           | 13. Juli 1987 |
| 1 Elsbeerbaum Grenzach Strick                                  |      | 83361050006 | Grenzach-Wyhlen | ???      | 0,0           | 13. Juli 1987 |
| 1 Frühlingsahorn (Wurzelstock mit 5 Stämmen) Grenzach Oberberg | BW   | 83361050002 | Grenzach-Wyhlen | ⊙        | 0,0           | 13. Juli 1987 |
| 1 Ulme                                                         | BW   | 83361050007 | Grenzach-Wyhlen | ⊙        | 0,0           | 6. Juni 2003  |
| 10 Eiben Oberberg Grenzach                                     | BW   | 83361050001 | Grenzach-Wyhlen | ⊙        | 0,0           | 13. Juli 1987 |
| 13 Winter-Linden (Lindenallee) Wyhlen Kloster                  | BW   | 83361050004 | Grenzach-Wyhlen | ⊙        | 0,0           | 13. Juli 1987 |
| 4 Frühlingsahorne (1 zwittrig, 3 männlich) Grenzach Oberberg   | BW   | 83361050003 | Grenzach-Wyhlen | ⊙        | 0,0           | 13. Juli 1987 |
| Legende für Naturdenkmal                                       |      |             |                 |          |               |               |